# Geseke
Geseke är en stad i Kreis Soest i Regierungsbezirk Arnsberg i förbundslandet Nordrhein-Westfalen i Tyskland.